# Comuna Vama Buzăului, Brașov
Vama Buzăului este o comună în județul Brașov, Transilvania, România, formată din satele Acriș, Buzăiel, Dălghiu și Vama Buzăului (reședința).

## Istorie
Până în 1918, aici se afla granița dintre România și Austro-Ungaria.

## Demografie
Componența etnică a comunei Vama Buzăului
     Români (82,27%)
     Romi (10,61%)
     Alte etnii (7,11%)
Componența confesională a comunei Vama Buzăului
     Ortodocși (92,08%)
     Alte religii (0,57%)
     Necunoscută (7,34%)
Conform recensământului efectuat în 2021, populația comunei Vama Buzăului se ridică la 3.486 de locuitori, în creștere față de recensământul anterior din 2011, când fuseseră înregistrați 3.220 de locuitori. Majoritatea locuitorilor sunt români (82,27%), cu o minoritate de romi (10,61%). Din punct de vedere confesional, majoritatea locuitorilor sunt ortodocși (92,08%), iar pentru 7,34% nu se cunoaște apartenența confesională.

## Politică și administrație
Comuna Vama Buzăului este administrată de un primar și un consiliu local compus din 13 consilieri. Primarul, Tiberiu-Nicolae Chirilaș[*], de la Partidul Social Democrat, este în funcție din 2004. Începând cu alegerile locale din 2024, consiliul local are următoarea componență pe partide politice:
|  | Partid                          | Consilieri | Componența Consiliului | Componența Consiliului | Componența Consiliului | Componența Consiliului | Componența Consiliului | Componența Consiliului | Componența Consiliului | Componența Consiliului |
|  | ------------------------------- | ---------- | ---------------------- | ---------------------- | ---------------------- | ---------------------- | ---------------------- | ---------------------- | ---------------------- | ---------------------- |
|  | Partidul Social Democrat        | 8          |                        |                        |                        |                        |                        |                        |                        |                        |
|  | Partidul Național Liberal       | 2          |                        |                        |                        |                        |                        |                        |                        |                        |
|  | Uniunea Salvați România         | 2          |                        |                        |                        |                        |                        |                        |                        |                        |
|  | Alianța pentru Unirea Românilor | 1          |                        |                        |                        |                        |                        |                        |                        |                        |

## Primarii comunei
- 1996[7] - 2000 - Chirilaș Milian, de la USD
- 2000[8] - 2004 - Chirilaș Milian, de la PD
- 2004[9] - 2008 - Chirilaș Tiberiu Nicolae, de la PSD
- 2008[10] - 2012 - Chirilaș Tiberiu Nicolae, de la PSD
- 2012[11] - 2016 - Chirilaș Tiberiu Nicolae, de la PSD
- 2016[12] - 2020 - Chirilaș Tiberiu Nicolae, de la PSD
- 2020[13] - 2024 - Chirilaș Tiberiu Nicolae, de la PSD